# Mitracarpus stylosus
Mitracarpus stylosus là một loài thực vật có hoa trong họ Thiến thảo. Loài này được (Link) DC. mô tả khoa học đầu tiên năm 1830.